# 千葉すず
千葉 すず（ちば すず（本名：山本すず、旧姓：千葉）、 1975年8月11日 - ）は、神奈川県横浜市保土ケ谷区生まれ（実家は仙台）の元競泳選手。専門は自由形。1992年バルセロナオリンピック、1996年アトランタオリンピックに日本代表として出場した。1991年世界水泳選手権400メートル (m)自由形銅メダリスト。シドニーオリンピック直前の選考会である日本選手権で五輪A標準記録を突破して優勝したが、代表選考から外されたため日本人として初めてスポーツ仲裁裁判所に提訴したもののオリンピックに出場することはできなかった。近畿大学附属中学校、近畿大学附属高等学校卒業。

## 経歴

### 現役時代まで
5歳から競泳を始め、小学校5年生の時、400m自由形で日本学童新記録を樹立し、一躍脚光を浴びる。仙台の公立中学校から近畿大学附属中学校に転校と同時に大阪イトマンスイミングスクールへ。1990年、日本選手権で3冠(50ｍ、100ｍ、200ｍ自由形)を達成するなど、国内では無敵を誇り、1991年の世界水泳選手権（オーストラリア、パース）400m自由形で3位に入り銅メダルを獲得(日本女子自由形では世界大会初のメダル)。同年カナダのエドモントンで行われたパンパシフィック水泳選手権では200m自由形と400m自由形で銅メダルを獲得した。
近畿大学附属高等学校在学中の1992年バルセロナオリンピックでは、200m自由形6位入賞、メドレーリレー7位入賞、400m自由形8位入賞、100m自由形9位だった。高校を卒業後、1994年9月にアメリカに留学。1995年アトランタで開催されたパンパシフィック水泳選手権で200m自由形で金メダルを獲得し、翌1996年アトランタオリンピックの有力優勝候補と目された。
しかし、アトランタオリンピック本番では個人種目で決勝に進めず、200m自由形10位、400m自由形13位に終わった。さらにメドレーリレーでも予選落ちとバルセロナオリンピックの成績を下回った。新種目だった800mフリーリレーでアンカーを務めたが、4位入賞に留まりメダル獲得はならなかった。7月26日のテレビ朝日の『ニュースステーション』でキャスターの久米宏の衛星中継を通じたインタビューに千葉は「オリンピックは楽しむつもりで出たんで」「そんなにメダルというなら自分でやればいいじゃないですか」「日本の人はメダル気違いですよ」という趣旨の発言をして論議を呼んだ。
最初の引退後、1997年にアメリカの永住権を獲得。ゴールデンウェストスイミングクラブのコーチとして指導し、2年ほどを過ごした。1998年9月に現役復帰宣言。
シドニー五輪に向けて1999年6月、3年ぶりに日本選手権に出場。100m・200m自由形でそれぞれ当時の日本新記録を更新し復活する。カナダを拠点に練習を積み、翌2000年シドニーオリンピックの競泳日本代表選考を兼ねた第76回日本選手権に出場。日本水連が代表選考の条件の一つとしていた、国際水泳連盟（FINA）が指定する五輪A標準記録2分0秒54を突破して200m自由形で優勝したにもかかわらず、シドニーオリンピック代表には選出されず落選となった。千葉はこれを不服として、スポーツ関連問題を一括して取り扱う国際機関「スポーツ仲裁裁判所」（CAS　本部：スイス・ローザンヌ）へ提訴した。千葉の訴えは全面的には認められなかったものの、裁定では日本水泳連盟側にも選考基準の曖昧さがあったことを認め、訴訟費用の一部負担を言い渡した。シドニー五輪には出場を果たすことなく、10月末で再び現役引退となった。

#### 水連・メディアとの関係千葉すずの五輪代表選考
1991年の世界選手権後、自分の人生に知らない人たちが踏み込んで来るような生活に一変したようで、メディアに違和感を感じたという。1992年、バルセロナ五輪で自己ベストを更新し決勝に進み、目標を達成して千葉は充実していた。インタビューではマスコミにメダルが取れなかったと言われ、自分との温度差に葛藤が生まれたという。同じ大会で金メダルを獲得した14歳の岩崎恭子へメディアの関心が移り、千葉は「残念でしたね」と日々言われるうちに努力や夢が否定されるように感じた。
アメリカへの留学は関係者からは賛同されなかったが、日本の根性論、コーチとの上下関係とは異なるスポーツの姿を知る。自立した選手として扱われ、厳しい練習は自分のためだと心から楽しもうと思えるようになる。アトランタ五輪では女子チームのキャプテンだった千葉は、若い選手にプレッシャーも楽しんでと声を掛けた。オリンピックについて「楽しかった」「日本人はメダルばかり評価する」との大会後の千葉の発言はバッシングを受け、税金泥棒などの批判を浴びた。「楽しむつもりで出場した」などの発言は日本水泳界の重鎮らの怒りを買った。
CASへの訴えを決めたのは、シドニー五輪代表落選後にアメリカに戻って友人やホームステイ先の両親から、今後の選手も同じになってもいいのかと言われた時だという。CASに選考基準の曖昧さを訴えたのは日本人として初めてで、日本のスポーツ界に大きな衝撃を与えた。各競技団体は選考基準の明確化へ努力することが義務となった。2003年、日本スポーツ仲裁機構が設立され、CASに訴えなくても国内で選考に関連する紛争等を扱えるようになった。

### 引退後
2000年11月のキヤノン「キヤノン ファクスホンH-50CL」のコマーシャルに出演。
2002年10月にイトマンスイミングスクール時代からの知り合いでカナダ時代の練習仲間である山本貴司と結婚した。夫の山本はアテネオリンピックの200mバタフライで銀メダルを獲得し、その影には千葉の体づくりに気をつかった食事、プールサイドでのアドバイスなどがあった。アテネオリンピック前の『Number』誌では山本について「やっぱりメダルを取ってほしいと思います」と発言している。
2004年11月22日、夫とともに「パートナー・オブ・ザ・イヤー2004」を受賞、2005年7月、第一子となる長男を出産、2007年2月には第二子となる長女を出産した。現在はスポーツ推進会社ヴィクトリーベルに参画している。
2012年8月18日放送のTBSラジオ『久米宏 ラジオなんですけど』のコーナー「今週のスポットライト!!」にゲスト出演。
2012年10月8日放送のTBSテレビ・WOWOWの共同制作ドキュメンタリー「伝説の引退スペシャル」にインタビュー出演した。
2016年7月30日放送のTBSラジオ『久米宏 ラジオなんですけど』の特別企画「今だからこそ聞き直したい!あのゲストとのスポットライトをもう一度」に出演。
2017年5月5日、夫の山本が水泳教室の講師を務めたことがきっかけで、和歌山県田辺市の扇ケ浜PR大使に就任した。

## 島根県浜田市との関係
引退後の2002年、島根県の三隅町（現在は浜田市三隅町）スポーツ施設「アクアみすみ」の3周年記念イベントとして出席、2005年には三隅町制50周年記念事業として水泳講師として招待され、2014年4月にアクアみすみのイベントアドバイザーに就任。2014年11月1日付で「ユネスコ無形文化遺産石州半紙PR大使」に委嘱された。2016年7月1日から「浜田PR大使」に委嘱された。

## 著書
- 「すず」（生島淳と共著、2001年、新潮社、ISBN 978-4-10-448201-6）[19]

## 日本記録
種目は全て自由形
| 距離           | タイム  | 大会名                       | 備考                          |
| -------------- | ------- | ---------------------------- | ----------------------------- |
| 100m           | 54.99   | 1999年日本選手権             | 2002年8月に萩原智子が記録更新 |
| 200m           | 1.58.78 | 1999年日本選手権             | 2008年6月に上田春佳が記録更新 |
| 100m(高校記録) | 55.56   | 1993年日本選手権             | 2011年8月に川上真央が記録更新 |
| 200m(高校記録) | 1.59.56 | 1993年パンパシフィック選手権 | 2011年8月に高野綾が記録更新   |
| 200m(中学記録) | 2.00.58 | 1991年パース世界選手権       | 2014年8月に持田早智が記録更新 |
| 400m(中学記録) | 4.11.44 | 1991年パース世界選手権       | 2021年8月に竹澤瑠珂が記録更新 |